# We'll Bring the House Down
Albums de Slade
Slade Smashes!
(1980) Till Deaf Do Us Part
(1981)
Singles
1. We'll Bring the House Down
Sortie : 23 janvier 1981
2. Wheels Ain't Coming Down
Sortie : 27 mars 1981

We'll Bring the House Down est le neuvième album studio du groupe britannique de rock Slade. Il est sorti en 1981 sur le label Cheapskate Records.
Il se compose de chansons inédites et d'autres déjà parues sur l'album Return to Base (1979) et l'EP Six of the Best (1980).

## Fiche technique

### Chansons
Toutes les chansons sont écrites et composées par Noddy Holder et Jim Lea, sauf mention contraire.
| 1. | We'll Bring the House Down                                         | 3:32 |
| 2. | Night Starvation (déjà parue sur Six of the Best)                  | 3:05 |
| 3. | Wheels Ain't Coming Down (déjà parue sur Return to Base)           | 3:37 |
| 4. | Hold On to Your Hates (déjà parue sur Return to Base)              | 2:33 |
| 5. | When I'm Dancin' I Ain't Fightin' (déjà parue sur Six of the Best) | 3:09 |

| 6.  | Dizzy Mamma                                           |             | 3:37 |
| 7.  | Nuts Bolts and Screws (déjà parue sur Return to Base) |             | 2:29 |
| 8.  | My Baby's Got It (déjà parue sur Return to Base)      |             | 2:35 |
| 9.  | Lemme Love into Ya (déjà parue sur Return to Base)    |             | 3:26 |
| 10. | I'm a Rocker (déjà parue sur Return to Base)          | Chuck Berry | 2:42 |

### Musiciens
- Noddy Holder : chant, guitare rythmique
- Dave Hill : guitare solo, chœurs
- Jim Lea : basse, piano, synthétiseur, chœurs
- Don Powell : batterie, percussions, chœurs

### Équipe de production
- Slade : production
- Andy Miller : ingénieur du son
- Dave Garland, Mark O'Donoghue : ingénieurs du son assistants
- Laurie Richards : direction artistique
- Chas Chandler : concept de la pochette